# Powiat Riva San Vitale
Riva San Vitale (wł. Circolo di Riva San Vitale) – powiat w Szwajcarii, w kantonie Ticino, w okręgu Mendrisio. Siedziba administracyjna powiatu znajduje się w miejscowości Riva San Vitale. 
Powiat składa się z jednej gminy (comune) o powierzchni 6,05 km² i o liczbie mieszkańców 2 646.

## Gminy
| Nazwa gminy     | Liczba mieszkańców 31 grudnia 2021 | Powierzchnia km² |
| --------------- | ---------------------------------- | ---------------- |
| Riva San Vitale | 2 646                              | 6,05             |